# Imathia
Imathia (Grieks: Ημαθία) is een periferie-district (perifereiaki enotita) in de Griekse regio Centraal-Macedonië. De hoofdstad is Berroia en het periferie-district had 143.618 inwoners (2001).

## Geografie
Het periferie-district grenst in het zuiden aan het departement Piëria, in het westen aan Kozani, in het noorden aan Pella en in het oosten aan het departement Thessaloniki. In het uiterste oosten grenst het voor een paar kilometer aan de Golf van Thessaloniki.
Imathia wordt gekenmerkt door de vallei van de rivier de Aliakmonas en de vallei van de zijrivier de Moglenitsa. In het westen van het departement ligt het Vermiogebergte.

## Plaatsen[2]
| Plaats           | Hoofdplaats (vroeger) | Postcode | GEMEENTE    | Hoofdplaats van de gemeente |
| ---------------- | --------------------- | -------- | ----------- | --------------------------- |
| Alexandreia      |                       | 593 00   | Alexandreia | Alexandreia                 |
| Anthemia         | Kopanos               | 590 35   | Naousa      | Naousa                      |
| Antigonides      | Kavasila              | 591 00   | Alexandreia | Alexandreia                 |
| Apostolos Pavlos | Makrochori            | 590 33   | Veroia      | Veroia                      |
| Berroia          |                       | 591 00   | Veroia      | Veroia                      |
| Dovras           | Agios Georgios        | 591 00   | Veroia      | Veroia                      |
| Eirinoupoli      |                       | 590 34   | Naousa      | Naousa                      |
| Makedonida       | Rizomata              | 591 00   | Veroia      | Veroia                      |
| Meliki           |                       | 590 31   | Alexandreia | Alexandreia                 |
| Naousa           |                       | 592 00   | Naousa      | Naousa                      |
| Platy            |                       | 590 32   | Alexandreia | Alexandreia                 |
| Vergina          |                       | 590 31   | Veroia      | Veroia                      |

Chalkidiki · Imathia · Kilkis · Pella · Piëria · Serres · Thessaloniki